# Daniel Langrand
Daniel Langrand est un footballeur et entraîneur français né le 7 octobre 1921 à Tourcoing (Nord) et mort le 15 décembre 1998 à Grans (Bouches-du-Rhône).

## Biographie
Ancien gardien de but à l'AS Avignon, au sortir de la guerre, il devient ensuite entraîneur. 
Il commence sa carrière en Belgique au SC Boussu-Bois puis à l'AA La Louvière. En 1954, il rejoint l'AS Aulnoye-Aymeries. Il reste dix ans dans le club avesnois, avant de tenter l'aventure professionnelle au Daring Club de Bruxelles, en 1964.
Il entraîne ensuite, d'avril 1966 à 1969, le Lille OSC. Puis il dirige les joueurs de l'USG Boulogne jusqu'en 1979.

## Carrière de joueur
- 1944-1947 :  AS Avignon

## Carrière d'entraîneur
- 1954-1964 :  AS Aulnoye
- 1964-1966 :  Daring Bruxelles
- avril 1966-1969 :  Lille OSC
- 1969-janvier 1973 :  USG Boulogne
- 1973-1975 :  UMS Montélimar
- décembre 1975-1976 :  USG Boulogne
- 1976-1979 :  USG Boulogne